# Dubaśno
Dubaśno (duˈbaɕnɔ) est un village polonais de la gmina de Nowy Dwór dans le powiat de Sokółka et dans la voïvodie de Podlachie.
Il se situe à environ 30 kilomètres au nord de Sokółka et à 65 kilomètres au nord de Białystok.